# Karnevalen i Rio de Janeiro

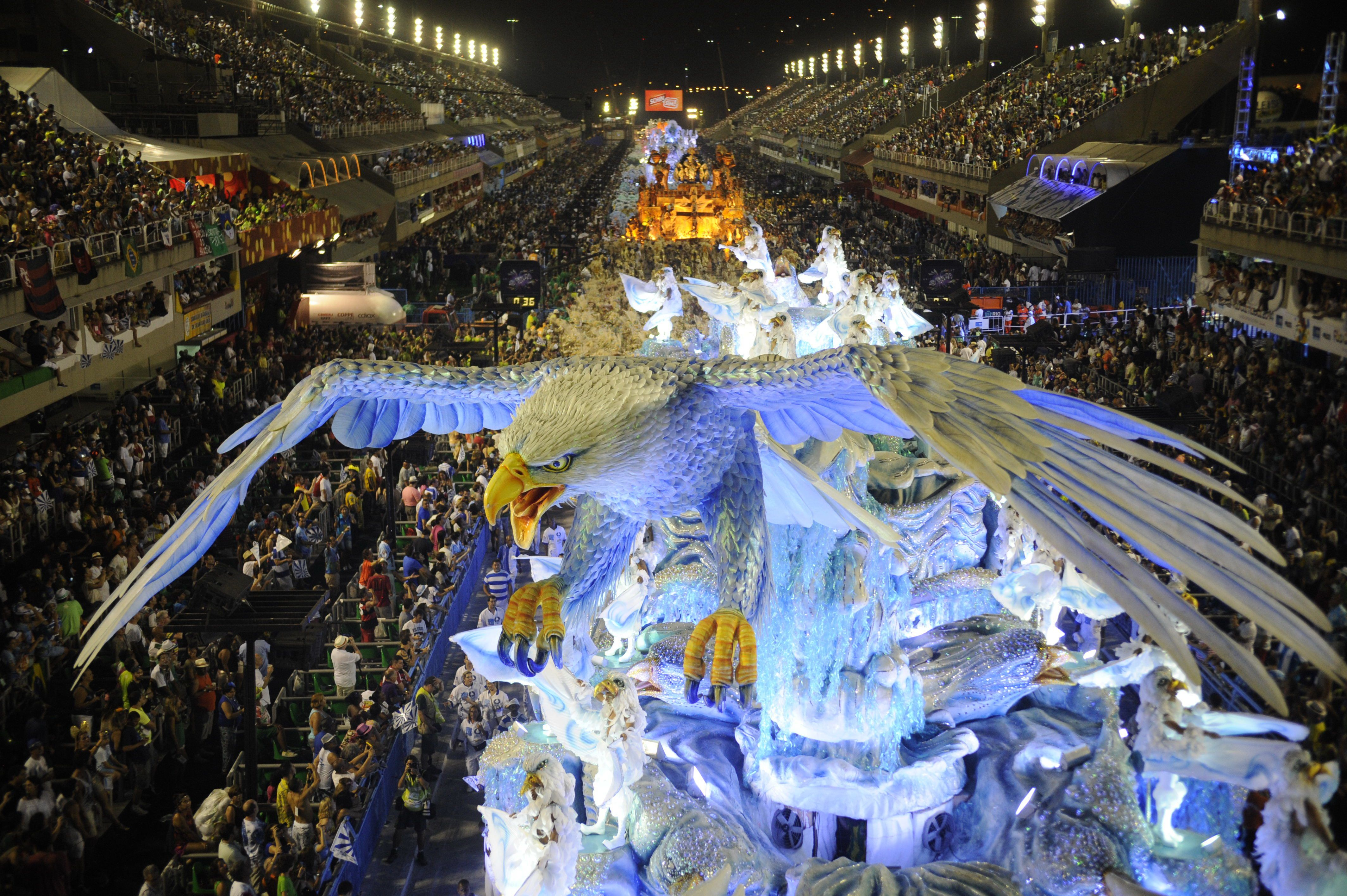
Paradvagn under karnevalen.

Karnevalen i Rio de Janeiro (portugisiska: Carnaval do Rio de Janeiro) är en av de mer kända festligheterna i världen, och hålls före påskfastan varje år. Den har rötter tillbaka till 1700-talet.
Sambaskolornas parader i sambadromen har blivit karnevalens ansikte utåt men det är gatufesterna som organiseras av hundratals karnevalsgrupper (blocos de rua) runt om i staden som drar flest deltagare.
Staden Rio de Janeiros statistik för hela karnevalsperioden 2020: Totalt 10 miljoner karnevalsbesök. 2,1 miljoner tillresta turister i besökte staden i samband med karnevalen. Till sambadromen såldes 136 000 biljetter. Till gatufester gjordes 7 miljoner besök.